# آنجلو رینالدی
آنجلو رینالدی (فرانسوی: Angelo Rinaldi‎؛ زادهٔ ۱۷ ژوئن ۱۹۴۰) نویسنده و منتقد ادبی اهل فرانسه است.
او در ۲۱ ژوئن ۲۰۰۱ به عنوان عضو فرهنگستان فرانسه انتخاب شد.
آنجلو رینالدی همچنین برندهٔ جوایزی همچون جایزه فمینا و لژیون دونور (شوالیه) شده‌است.